# Håll polisen utanför
Håll polisen utanför är en svensk TV-serie från 1969. Serien regisserades av Hans Dahlin, manuset skrevs av Maria Lang och producent var Sigurd Jørgensen. 

## Om serien
Serien spelades in i färg och premiärvisades i Sverige, Norge, Danmark och Finland den 6 september 1969. Ursprungligen sändes serien i sex halvtimmeslånga avsnitt sex lördagskvällar i följd. De avslutande delarna sågs av mer än halva svenska folket. I januari 1982 sändes serien i repris på TV2 och hade då omredigerats till tre femtio minuter långa avsnitt. Denna version av serien har i omgångar varit publicerad i SVT:s Öppet arkiv från och med juli 2014.
Fotograf var Carl-Erik Edlund. Musiken skrevs av Bengt-Arne Wallin och hans hustru Anja Notini-Wallin gjorde kläderna.

## Handling
Handlingen utspelar sig i Bergslagen, i Pershyttan utanför Nora och i Örebro. En lång rad juvelerare i olika mellansvenska städer utsätts för inbrott. Metoden gäckar polisen då juvelerna stulits utan att någon dörr till butikerna brutits upp. När en äldre juvelerare mördas i sin butik drar den lokala polisen först slutsatsen att det rör sig om ytterligare ett brott av samme gärningsman, då en annan juvelerare i staden fått inbrott dagen innan. Men Sverre Sterner börjar snart misstänka att helt andra motiv ligger bakom mordet. Trådarna leder bakåt i tiden kring en förmodad drunkningsolycka.

## Rollista
- Sven-Bertil Taube – kommissarie Sverre Sterner
- Monica Ekman – Katta Falk
- Börje Ahlstedt – Orvar Lindén, son till Hilding
- Olof Bergström – patron Hilding Lindén
- Barbro Hiort af Ornäs – Dagny, Hildings hushållerska
- Olof Thunberg – kommissarie Brynolf
- Fred Hjelm – Jörgen, Dagnys son
- Gösta Cederlund – juvelerare Alex Asplund
- Linnéa Hillberg – Mia Asplund, Alex' fru
- John Elfström – Fabian, Dagnys far
- Willy Peters – doktor Ekström, provinsialläkare
- Arne Källerud – gruvarbetare i Bergshyttan
- Sigge Fischer – en gubbe
- Berit Gustafsson – juvelerare
- Selim Bivall – masmästare
- Karin Stenbäck Martin – Gudrun
- Birgitta Hålenius – Babsan [5]
- Håkan Bergman – polis
- Bengt-Olov Nordh – polis
- Vera Schmiterlöw – fru Wetterholm Eriksson

## Kommentar
Kommissarie Sverre Sterner säger sig vara vikarie för Christer Wijk, hjälten i Maria Langs många detektivromaner (som har rest på semester med sin fru).